# Partido Obrero Socialista
Die Partido Obrero Socialista (POS, Sozialistische Arbeiterpartei) war eine Politische Partei in Chile zu Beginn des 20. Jahrhunderts. Sie war die Vorläuferin der Kommunistischen Partei Chiles.
Wichtigste Persönlichkeit der Partei war Luis Emilio Recabarren, der im ersten Jahrzehnt des 20. Jahrhunderts in der Partido Demócrata aktiv war. Als die zuvor als progressive Bewegung gegründete Partido Demócrata 1912 ein Wahlbündnis mit den Konservativen schloss, gründete Recabarren im Juni mit 20 Gesinnungsgenossen in Iquique (zusammen mit Antofagasta Schwerpunkt des Salpeter-Bergbaus) die Partido Obrero Socialista als sozialistisch-marxistische Arbeiterpartei. Seitdem gilt er als Vater der chilenischen Arbeiterbewegung.
Die Gründungsmitglieder waren Luis Emilio Recabarren, Enrique Salas, Néstor Recabarren, Ruperto Gil, David Barnes, Nicolás Bretón, Teresa Flores, Vicente Olivos, José Francisco García, Luis Figueroa, Ladislao Córdova, Juan Alvarez, Elías Lafertte, José del Carmen Aliaga, Carlos A. Martínez, Salvador Barra Woll, Miguel Carrasco, L. Zabala, J., Faúndez, E. Jorquera, L. Vargas, E. Díaz, D.M. Agüero, R. Olivares, E. Corbetto, Véliz y A. López.
Als Recabarren 1918 aus einem weiteren Exil-Aufenthalt in Argentinien (wo er an der Gründung der Kommunistischen Partei Argentiniens teilnahm) nach Chile zurückkehrte, begann er, Chiles damals wichtigste Gewerkschaft, die Federación de Obreros de Chile (FOCH) an seine Partei zu binden. 1919 wurde er Vorsitzender der Gewerkschaft und die beiden Organisationen verschmolzen faktisch.
Im Jahr 1920 beschloss ein Parteitag die Umbenennung in Kommunistische Partei Chiles, die jedoch erst nach der Teilnahme an der 3. Internationalen 1922 erfolgte. Erst unter dem Eindruck der Repression durch den Diktator Carlos Ibáñez del Campo erfolgte 1927 die Aufnahme in die Komintern. Zu diesem Zeitpunkt hatten FOCH und POS zusammen etwa 200.000 Mitglieder (und Chile 4,3 Millionen Einwohner) und die POS zwei von 118 Sitzen im Abgeordnetenhaus.
Kurz nach einer Reise in die Sowjetunion brachte sich Recabarren 1924 um. Manuel Hidalgo wurde sein Nachfolger als Vorsitzender der KP.